# クリスティアン・ヒルシュフェルト

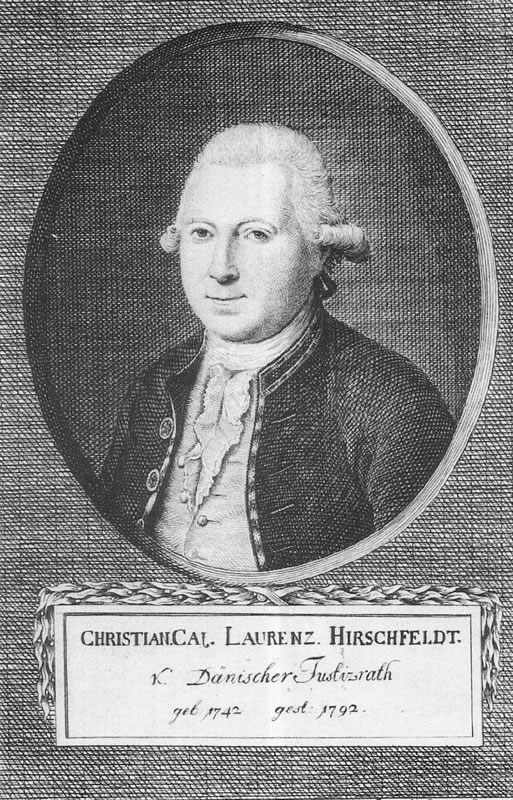
クリスティアン・ヒルシュフェルト

クリスティアン・カイ・ローレンツ・ヒルシュフェルト（Christian Cay Lorenz Hirschfeld、1742年2月16日 - 1792年2月20日）は、ドイツの造園家。またドイツきっての造園理論家で、民衆のための庭園フォルクスガルテン思想の考案者。 また造園理論の書や庭園芸術論などでつとに著名。

## 経歴等
北ドイツにある町オイティーン近郊に生まれる。ハレ大学卒業後、オイティーン宮殿の秘書勤務。
その後1773年、キール大学で哲学・美学の教授に就任。1784年には、ジュスターンプローリーに果樹園芸学校を創設。キール大学で1770年から教壇に立ち、1773年から正教授に就任。同校で芸術史を講義した最初の人物。
1768年、『Das Landleben』、1773年、『別荘と造園についての評論』を出版。これらの著作で、フランス平面幾何学式庭園を嫌悪している。代表的著作には、全5巻からなる庭園芸術理論『Theorieder Gatenkunst』（1777年-1782年）などがある。この有名な庭園芸術論では、庭園芸術とは多彩な植栽とともに、人々への感動を伝えるべく廃墟などを用いることで慈悲と幸福といった感情からよびさますという思想を展開した。また、この書の中であらゆる社会階層の市民が自然を享受することができる場所として、今日の公園の提案を主張、その姿は非常に具体に記されている。これが今日ではフォルクスガルテンとして知られる公園空間であるが、こうした場所で市民がおだやかな紳士淑女的社交ふるまいを身に付けされるという啓蒙的な目的を含み、また当時自治都市に分かれていたドイツの事情から愛国心をはぐくみだすための装置という側面を兼ね備えさせようともくろんでもいることが指摘されている。